# جحا وبنات شهبندر التجار (مسلسل)
جحا وبنات شهبندر التجار  مسلسل تلفزيوني مصري أنتج سنة 1978

## طاقم العمل
- سعيد صالح دور جحا
- يسرا
- حسن مصطفى
- حسن حامد
- كوكا
- إخراج: نيازي مصطفى
- تأليف: سيد المغربي